# Camponotus lespesii
Camponotus lespesii är en myrart som beskrevs av Auguste-Henri Forel 1886. Camponotus lespesii ingår i släktet hästmyror, och familjen myror.

## Underarter
Arten delas in i följande underarter:
- C. l. lespesii
- C. l. melancholicus

## Bildgalleri

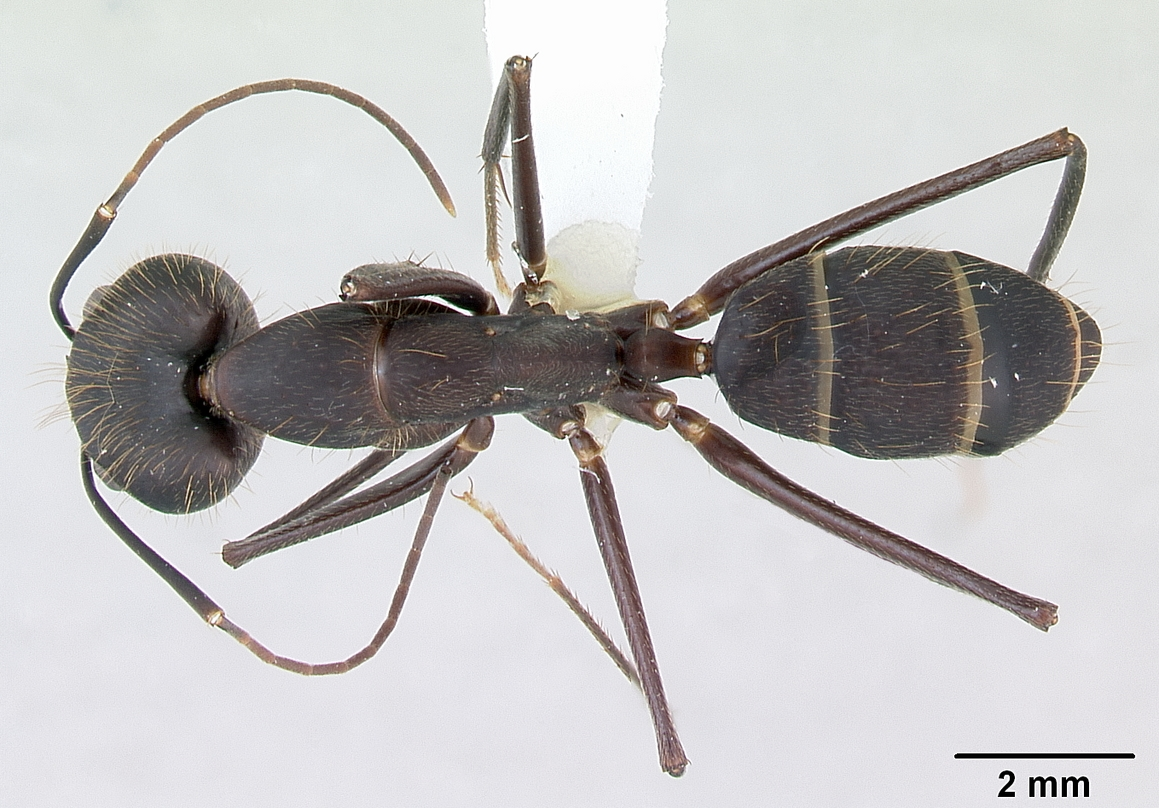
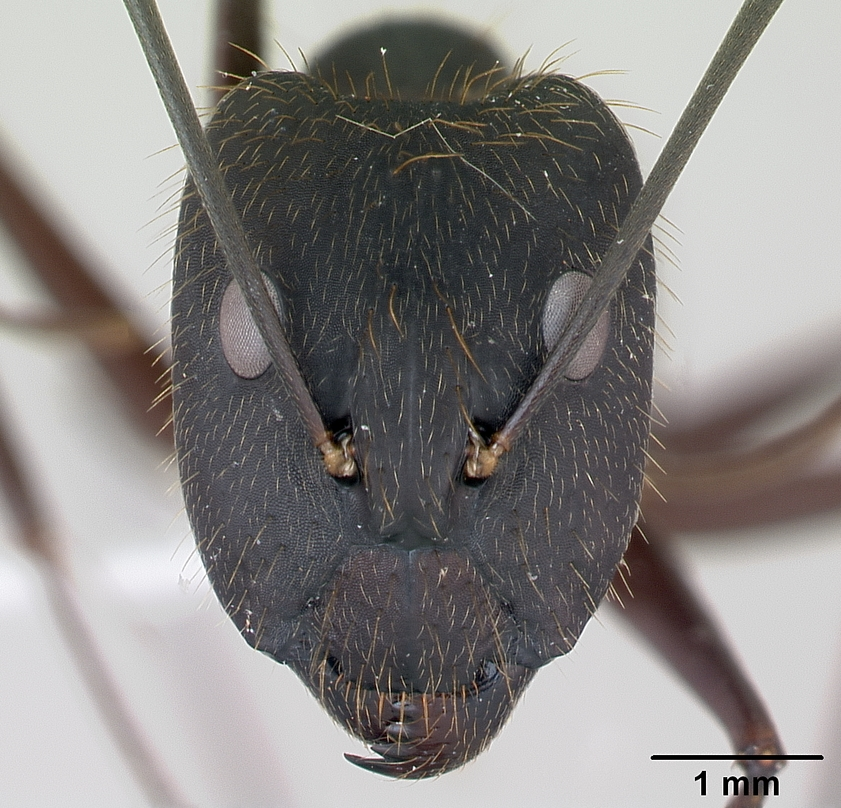
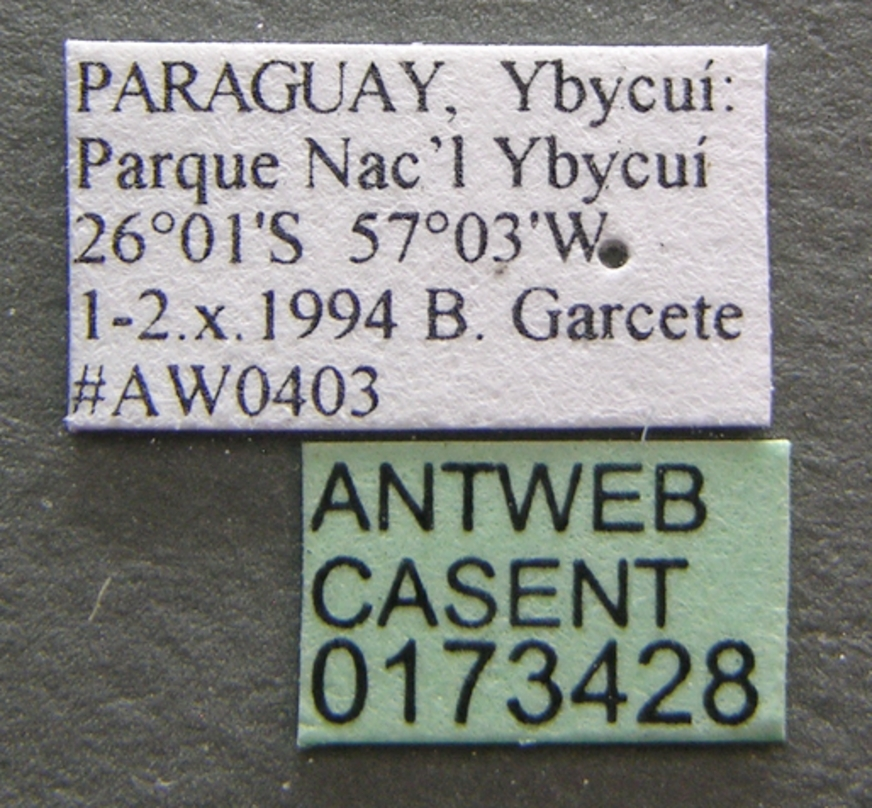
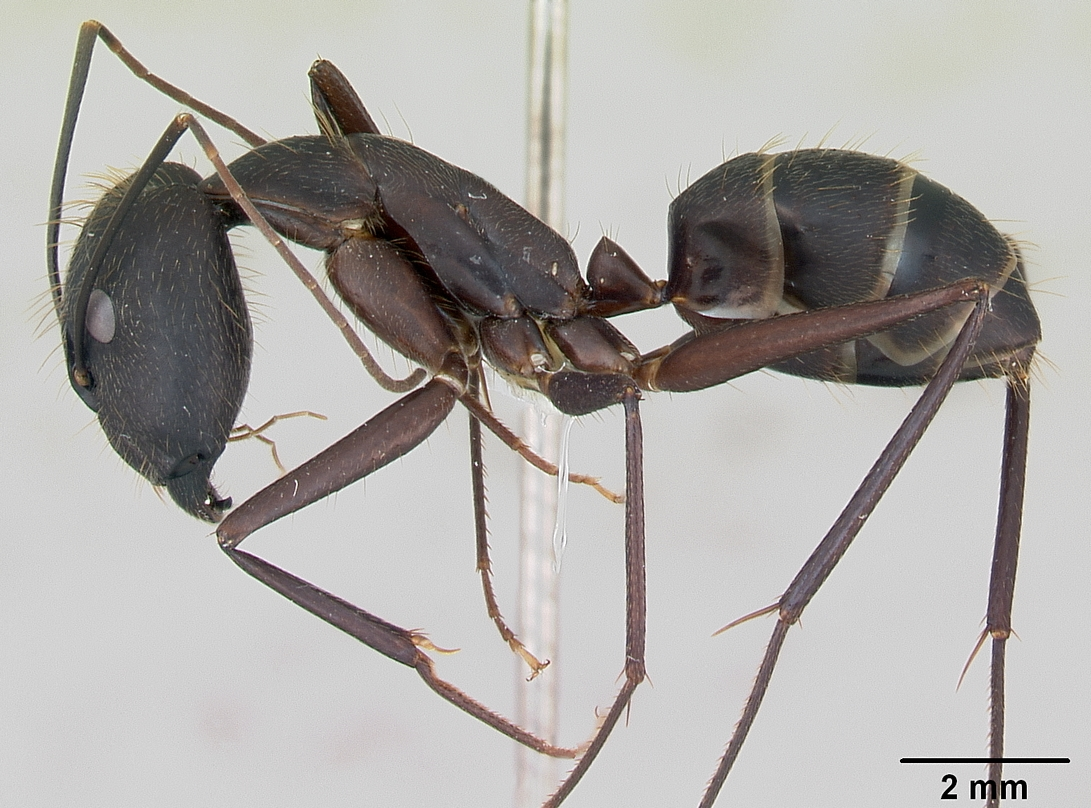